# Entomodestes leucotis
El solitario orejiblanco (Entomodestes leucotis) es una especie de ave paseriforme de la familia Turdidae nativa de las montañas de Bolivia y Perú. 

## Distribución y hábitat
Su hábitats naturales son los bosques húmedos tropicales montanos y premontanos de los Andes de Bolivia y Perú.